# 襄阳之战
发生在191年的襄阳之战是東漢末年軍閥割據時期，孙堅和刘表之间的一场战役。刘表為此戰之最後勝利者。事緣在反董卓聯盟瓦解后，袁术、袁绍两位军阀為争权夺利，各自组织联盟跟對方抗衡，孫堅、公孙瓒及陶謙等人支持袁术，而曹操、刘表等人則支持袁绍。初平二年，袁术為企圖染指漢南，就命下属孙坚攻打刘表，並希望藉此消除袁绍在荊襄的势力。尽管孙坚在初戰中取得勝利，但他在圍攻襄陽城時，與黃祖交戰而阵亡，故他的军队也被迫撤退。

## 战役
孙坚在樊城和邓城之间遭遇了刘表部将黄祖的军队。雙方就此展開決鬥，黃祖軍不敵，為孫堅軍所破。孫堅於是順利推進，渡過漢水，並把劉表围困於襄阳城中。然而，此後孫堅與劉表軍交戰及戰死的過程，歷史上卻有三種不同的記載：
- 根據《典略》記載，劉表在被包圍後就閉門不戰，卻命令黃祖於夜間領軍出城與孫堅對抗。黃祖卻再次失利敗走，竄入峴山之中。孫堅於是乘勝追擊黃祖，卻被黃祖的部下用弓箭伏殺於竹林之間。
- 《後漢書》指出劉表被圍於襄陽後，黃祖前來救援，而孫堅就在交戰中被流矢所殺。[2]
- 《英雄記》卻說劉表的部將呂公（或稱呂介）領兵屯駐於山上，孫堅遂率領輕騎上山攻打呂公。呂公於是命兵將向敵軍下石，孫堅就在此時被石頭擊中其頭部，因而斃亡。

總之，孫堅在包圍襄陽城後，就在與劉表軍周旋期間戰死。孫堅一死，劉表方能扭轉戰局，反敗為勝、轉危為安。

## 影響
孙坚的突然身亡实际上结束了战役，其屍首亦為劉表軍所得。長沙人桓阶因為曾被孫堅推舉為孝廉，為報此恩，他大膽前往劉表處與其斡旋。劉表欣賞其義行，於是答允其要求，把孫堅的遺體送還敵方。
孙坚死後，其餘部轉由他的侄子孙贲統领。孙贲其後率領部众投靠袁术。根據古制，孙坚生前獲封的乌程侯一爵位應由其长子孙策承嗣，但孙策却把它让给了年幼的幼弟孙匡，后来仍由孙策承袭。
刘表的勝利进一步鞏固了他在荆州的統治，也同時使袁術從此失去南侵荊州的能力和野心。日後劉表又斷掉了袁術的糧道，袁術遂糧盡於南陽，只能往兗、豫方向出走，並促成了袁、曹匡亭之戰及袁術佔淮南等事件。另外，孫策及孫權在領有江東之地後，就多次以報殺父之仇為名而侵擾荊州的江夏郡。儘管孫氏數次西征江夏，並能屢次擊敗黃祖的軍隊，但終劉表之世卻也未有完全攻佔江夏郡。
故此劉表在襄陽之戰的勝利，不僅是改變了袁術與孫氏勢力的發展，亦同時意味著其在荊州的統治更加穩固。這也為劉表日後收復荊南四郡及建立盛極一時的荊州學派而奠定了基礎。而荊州也得要在劉表死後，才正式淪陷，為曹、孫、劉三家瓜分。

## 小说演绎
在罗贯中的历史小说《三国演义》中，此战及其起因被改写了。在小说中，孙坚因先前在退出讨董联军时被刘表击溃，出于报复而攻打刘表。孙坚的弟弟孙静试图劝阻，但孙坚不听。孙策被任为指挥官，且在这次处子战中表现出色。至于实际继承孙坚军队的孙贲从未在演义中登场过。
首战击败黄祖后，孙坚军围困襄阳。黄祖手下两位指挥官陈生和张虎分别被孙坚（一说孙策）和韩当所杀。在刘表谋士蒯良献计下，孙坚被吕公和黄祖引诱，死于落石（即《英雄记》孙坚之死版本）。孙坚部将黄盖擒黄祖和程普杀吕公，孙策则被迫撤退。《三国演义》中孙贲无出场，孙坚势力直接由孙策继承。
桓阶在此战中的作用和史实类似，但《三国演义》称孙坚的尸体是用被俘的黄祖换回来的，而正史并未记载黄祖被俘。

## 流行文化
光荣公司的真·三国无双采用了襄阳之战，但各版本对该战役的命名几乎都不一致。孙坚死后，是孙策接管了军队，而非孙贲。孙坚之死在各版游戏中也不一样，这可能也是孙坚死因不确的一种反映。然而在7代若阻止吕公撤退，孙坚不会死，并在if路线活到最后。